# Leucauge wulingensis
Leucauge wulingensis là một loài nhện trong họ Tetragnathidae.
Loài này thuộc chi Leucauge. Leucauge wulingensis được miêu tả năm 1992 bởi Song & Zhu.